# Diego Gutiérrez
Diego Gutiérrez Pinilla (Bogotà, 3 novembre 1972) è un ex calciatore colombiano naturalizzato statunitense, di ruolo centrocampista.

## Caratteristiche tecniche
Gutierrez ha iniziato la carriera come difensore esterno sinistro, diventando in seguito un centrocampista a tutti gli effetti.

## Carriera

### Club
Nato in Colombia, Gutiérrez prese parte con la sua nazionale ai mondiali Under-16 in Scozia nel 1989. Migrato negli Stati Uniti per frequentare l'Università, si mise in luce con la squadra del college. Nel 1996, Gutierrez venne ingaggiato dai Kansas City Wizards, club della MLS. Gutierrez giocò per due stagioni a Kansas City, ma saltò tutto il campionato del 1997 a causa di un infortunio.
Guarito dall'infortunio, Gutiérrez passò ai Chicago Fire, partecipando attivamente al "double" del 1998 (vittorie in MLS Cup e US Open Cup). Gutierrez segnò il suo primo goal da professionista nel 2-0 in MLS Cup contro il D.C. United.
Nel 2002, Gutiérrez tornò a Kansas City, dove restò per ben quattro stagioni totalizzando oltre 100 presenze.
Nel 2006, il centrocampista nato in Colombia visse il suo ultimo trasferimento, passando nuovamente ai Chicago Fire, squadra in cui milita attualmente. Con il ritorno di Gutierrez, i Fire vinsero nuovamente la US Open Cup, che non riuscivano a conquistare dal 2003.

### Nazionale
Gutierrez è diventato un cittadino statunitense nel 2000, riuscendo anche a giocare una partita con la nazionale maggiore il 9 dicembre 2001, contro la Corea del Sud.

## Palmarès

### Club

#### Competizioni nazionali
- Campionato MLS: 1

Chicago Fire: 1998
- U.S. Open Cup: 4

Chicago Fire: 1998, 2006
Kansas City Wizards: 2000, 2004